# Procerochasmias gaullei
Procerochasmias gaullei är en stekelart som beskrevs av Heinrich 1938. Procerochasmias gaullei ingår i släktet Procerochasmias och familjen brokparasitsteklar. Inga underarter finns listade i Catalogue of Life.